# Palaeopsylla oxygonia
Palaeopsylla oxygonia är en loppart som beskrevs av Peus 1965. Palaeopsylla oxygonia ingår i släktet Palaeopsylla och familjen mullvadsloppor. Inga underarter finns listade i Catalogue of Life.